# Petra Raßfeld-Wilske
Petra Raßfeld-Wilske ist eine deutsche Juristin, Rechtsanwältin, Fachanwältin für Steuerrecht und zertifizierte Testamentsvollstreckerin. Seit 2011 ist sie stellvertretendes Mitglied des Hamburgischen Verfassungsgerichts.

## Ausbildung
Petra Raßfeld-Wilske absolvierte bis 1991 eine Ausbildung zur Bankkauffrau und studierte von 1992 bis 1997 Rechtswissenschaften in Hamburg und anschließend im Rahmen eines Masterstudiengangs ökonomische Analyse des Rechts in Hamburg, Gent und Manchester. Im Jahre 1997 erwarb sie die Titel Master of Laws (LL.M.) an der University of Manchester und European Master of Law and Economics (EMLE).
Im Jahre 2016 wurde ihr der Titel Zertifizierte Testamentsvollstreckerin (AGT) verliehen.

## Beruflicher Werdegang
Im Jahre 1999 erhielt sie ihre Zulassung als Rechtsanwältin und war bis 2017 bei der BRS Busch von Rönn Schultz-Aßberg Partnerschaft, vormals Graf von Westphalen Busch & Partner, vormals Busch, Dr. Müller & Partner, Wirtschaftsprüfungsgesellschaft, in Hamburg tätig. 2005 qualifizierte sie sich zur Fachanwältin für Steuerrecht.
Seit 2011 ist sie stellvertretendes Mitglied des Hamburgischen Verfassungsgerichts. Ihre erste Amtszeit endete 2017. Petra Raßfeld-Wilske wurde für eine zweite Amtszeit wiedergewählt.
Seit 2015 ist sie außerdem Lehrbeauftragte der Leuphana Universität Lüneburg für Sachen- und Immobiliensachenrecht, Erbrecht und Erbschafts- und Schenkungsteuerrecht.

## Ämter und Mitgliedschaften
- Beisitzerin im Ortsvorstand der CDU in Hamburg-Langenhorn[5]
- Vorsitzende des Landesfachausschusses der Hamburger CDU für Justiz und Datenschutz (Stand: 2021)[6]

## Engagement
Im Jahre 2013 trat die Juristin im Wahlkreis Hamburg Nord als Kandidatin der CDU zur Bundestagswahl an.

## Publikationen (Auswahl)
Mitautorin bei Michael Preißer, Stephan Seltenreich, Jens Escher: Erbschaft- und Schenkungsteuer: Kompakt-Kommentar. 3. Auflage. Stuttgart Schäffer-Poeschel Verlag, 2018, ISBN 978-3-7910-4244-2